# Adesmia cothurnata
Adesmia cothurnata es una especie de escarabajo del género Adesmia, familia Tenebrionidae, orden Coleoptera. Fue descrita científicamente por Forsskål en 1775.

## Descripción
Mide 13-18 milímetros de longitud.

## Distribución
Se distribuye por Argelia, Egipto, Libia, Israel y Omán.